# Izbori za Hrvatsko-slavonsko-dalmatinski sabor 1884.
Izbori za Hrvatsko-slavonsko-dalmatinski sabor 1884. održani su od 16. do 19. rujna 1884. godine. Pobijedila je Narodna stranka. Prema zakonu o izborima iz 1881. godine, biračko pravo imali su muškarci stariji od 24 godine koji su plaćali barem 15 guldena poreza.

## Rezultati
| Stranka                  | Broj zastupnika |
| ------------------------ | --------------- |
| Narodna stranka          | 69              |
| Stranka prava            | 25              |
| Neovisna narodna stranka | 13              |
| neovisni                 | 3               |
| Ukupno                   | 110             |